# Eudyptula minor albosignata
Eudyptula minor albosignata là một loài chim cánh cụt nhỏ cao khoảng 30 cm (12 in) và nặng khoảng 1.5 kg. Nó chỉ làm tổ tại Banks Peninsula và Đảo Motunau, gần Christchurch, New Zealand, với chỉ khoảng 3,750 cặp giao phối.

## Phân loại
Loài Eudyptula minor albosignata hiện được hầu hết các nhà phân loại học coi là một bản morph màu sắc hoặc một phân loài của chim cánh cụt nhỏ (E. minor).

## Bảo tồn
Vào tháng 8 năm 2010 loài chim cánh cụt này đã được liệt kê là loài nguy cấp trong Endangered Species Act của Mỹ.
Nhóm Phát triển Đa dạng sinh học Biển Motunau đang làm việc trong một dự án bảo tồn đối với loài chim cánh cụt này.